# Kfz-Kennzeichen (Malta)

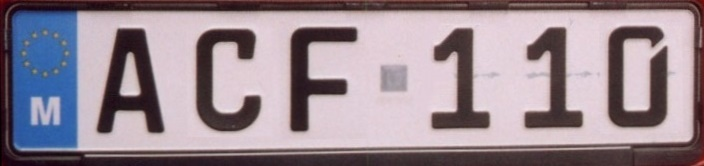
Aktuelles Kfz-Kennzeichen aus Malta

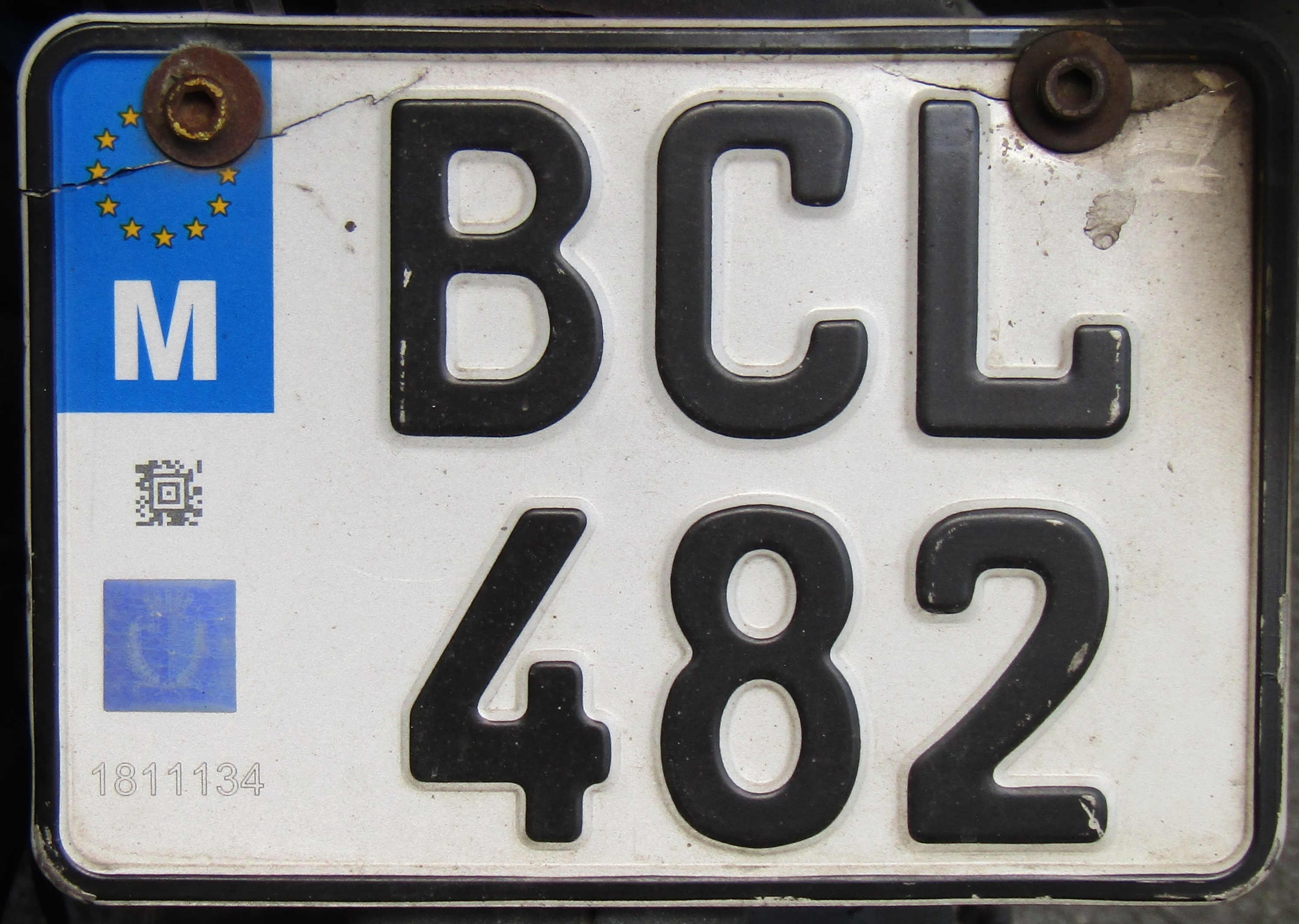
Zweizeiliges Kennzeichen

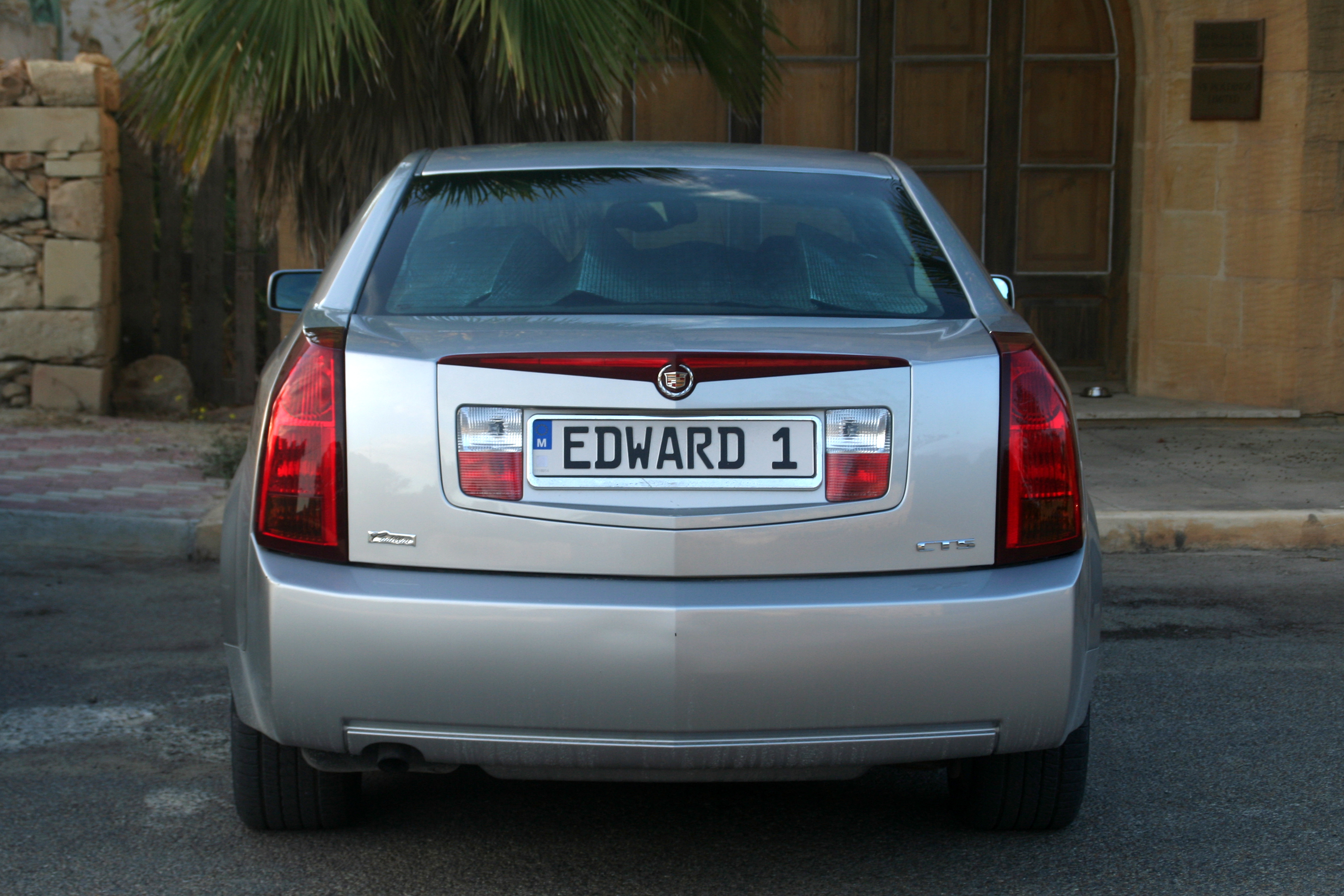
Cadillac CTS mit Wunschkennzeichen

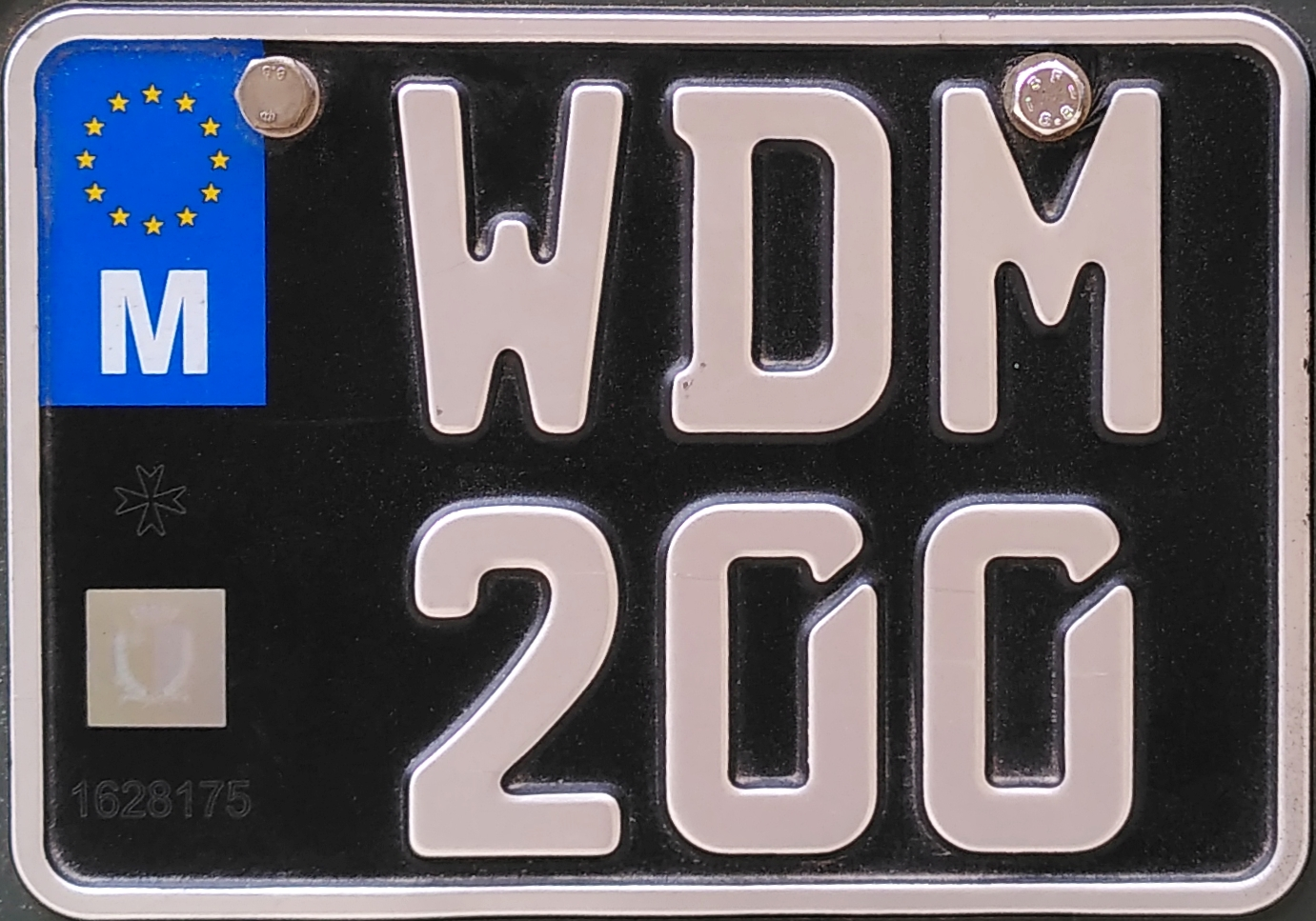
Kennzeichen für historische Fahrzeuge

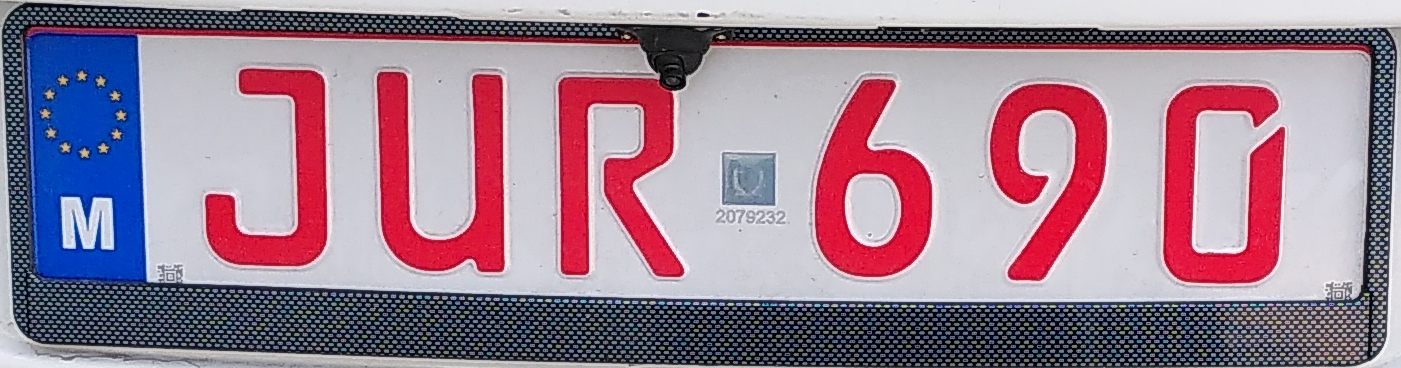
Rotes Nummernschild

Maltesische Kfz-Kennzeichen entsprechen in Maß und Gestaltung dem europäischen Standard mit schwarzer Schrift und weißer Grundfarbe. Sie zeigen am linken Rand das blaue Euro-Feld mit den zwölf europäischen Sternen und dem Nationalitätskennzeichen M. Es folgen drei Buchstaben, ein quadratischer Sticker und drei Ziffern. Diese Schilder wurden am 5. November 1995 eingeführt und trugen bereits zu diesem Zeitpunkt die EU-Symbolik, obwohl Malta erst 2004 Mitglied der Europäischen Union wurde.
In Malta wird wie in Deutschland die FE-Schrift für die Beschriftung der Kfz-Kennzeichen eingesetzt. Malta war damit das erste Land, das die 1994 in Deutschland eingeführte Schrift übernahm. Daneben existiert eine weitere Schriftart mit schmaleren Lettern, die von der FE-Schrift abweicht. Aufgrund eines relativ hohen Anteils importierter japanischer Fahrzeuge – auf Malta herrscht Linksverkehr – sind auch Kennzeichen mit anderen Maßen wie beispielsweise 30,5 × 15,5 mm verbreitet.

## Private Fahrzeuge
Bei privaten Fahrzeugen gibt der erste Buchstabe den Monat an, in dem die jährliche Steuer entrichtet werden muss. Es besteht allerdings auch die Möglichkeit eines Wunschkennzeichens. Dabei kann entweder eine beliebige Kombination im Format ABC 123 gewählt werden (ab 100 €) oder eine freie Kombination aus maximal neun Zeichen (1.500 €).
- Januar: A, M, und Y
- Februar: B, N, und Z
- März: C und O
- April: D und P
- Mai: E und Q
- Juni: F und R
- Juli: G und S
- August: H und T
- September: I und U
- Oktober: J und V
- November: K und W
- Dezember: L und X

## Spezielle Kennzeichen
Historische Fahrzeuge, die mindestens 30 Jahre alt sind, können besondere Kennzeichen erhalten. Diese zeigten bis 2015 dunkelgrüne Aufschrift auf weißem Grund. Seitdem werden schwarze Nummernschilder mit weißer oder silberfarbener Schrift genutzt.
Weiterhin besteht die Möglichkeit, für Zweiräder oder Fahrzeuge mit hoher CO2-Emission ein Kennzeichen mit roter Aufschrift zu erhalten. Diese Fahrzeuge dürfen dann nur an Wochenenden und Feiertagen genutzt werden.
Besondere Kennzeichen wurden zum Commonwealth Heads of Government Meeting 2015 sowie bei der maltesischen EU-Ratspräsidentschaft 2017 genutzt.
Des Weiteren gibt es folgende speziellen Kennzeichen:
| Verwendung                                              | Beschreibung                                                                    | Beispiel   | Foto |
| ------------------------------------------------------- | ------------------------------------------------------------------------------- | ---------- | ---- |
| Linienbusse                                             | erste drei Buchstaben BUS                                                       | BUS 001    |      |
| Leichtelektromobil als Taxi                             | beginnend mit CABS                                                              | CABS 123   |      |
| Fahrzeuge im Carsharing                                 | Buchstaben CSH                                                                  | CSH 123    |      |
| Diplomatenkennzeichen                                   | erste beiden Buchstaben CD                                                      | CDX 123    |      |
| nicht-diplomatisches Botschaftspersonal                 | Buchstaben DMS                                                                  | DMS 123    |      |
| Fahrzeuge, die von Regierungsmitgliedern genutzt werden | Buchstaben GM, zwei Ziffern, darunter das reguläre Schild der Originalzulassung | GM 01      |      |
| Streitkräfte                                            | Buchstaben GVA                                                                  | GVA 123    |      |
| regierungseigene Fahrzeuge                              | Buchstaben GVH oder GVN                                                         | GVN 123    |      |
| Polizei                                                 | Buchstaben GVP                                                                  | GVP 123    |      |
| Leichenwagen                                            | Buchstaben HRS (engl. hearses)                                                  | HRS 123    |      |
| Taxis auf Malta                                         | beginnend mit TAXI, endend auf M                                                | TAXI 123 M |      |
| Taxis auf Gozo                                          | beginnend mit TAXI, endend auf G                                                | TAXI 123 G |      |
| steuerfreie Fahrzeuge                                   | erste beiden Buchstaben TF                                                      | TFX 123    |      |
| Anhänger                                                | beginnend mit TR (engl. trailer), vier Ziffern                                  | TR 1234    |      |
| Mietwagen und Leasingfahrzeuge                          | letzte Buchstaben QZ                                                            | XQZ 001    |      |
| Busse/Kleinbusse/Reisebusse                             | letzter Buchstabe Y                                                             | XXY 123    |      |
| Präsident                                               | Wappen Maltas in silber auf schwarzem Grund                                     |            |      |

## Alte Kennzeichen
Bis 1979 wurden für Privatfahrzeuge schwarze Nummernschilder mit weißer oder silberfarbener Aufschrift genutzt. Die Kombination bestand aus maximal fünf Ziffern. Nach der Unabhängigkeit 1964 wurden Diplomatenkennzeichen mit den Buchstaben CD eingeführt. 1967 wurde das Nationalitätszeichen von GBY zu M gewechselt.
Von 1979 bis 1995 zeigten die Kennzeichen einen Buchstaben, einen Bindestrich und vier Ziffern. Am rechten Rand befand sich ein M in einem Kreis für Malta. Die Schriftfarbe war fast immer schwarz.
Anfangsbuchstaben nach Fahrzeugkategorie:
- private Fahrzeuge: A, B, C, D, E, G, H, J, K, N, R, S oder T auf weißem Grund (z. B. A-1234)
- Motorräder: F, P oder Q auf weißem Grund (z. B. F-1234)
- Regierungsfahrzeuge: M auf weißem Grund (z. B. M-1234)
- Fahrzeuge mit vorläufiger Zulassung: W weiß auf rotem Grund (z. B. W-1234)
- Mietwagen: Buchstabe X und gelber Grund (z. B. X-1234)
- Diplomatenkennzeichen: Buchstabe Z auf weißem Grund (z. B. Z-1234)
- Taxis/Busse/Kleinbusse/Reisebusse: Buchstabe Y und roter Grund (z. B. Y-1234)

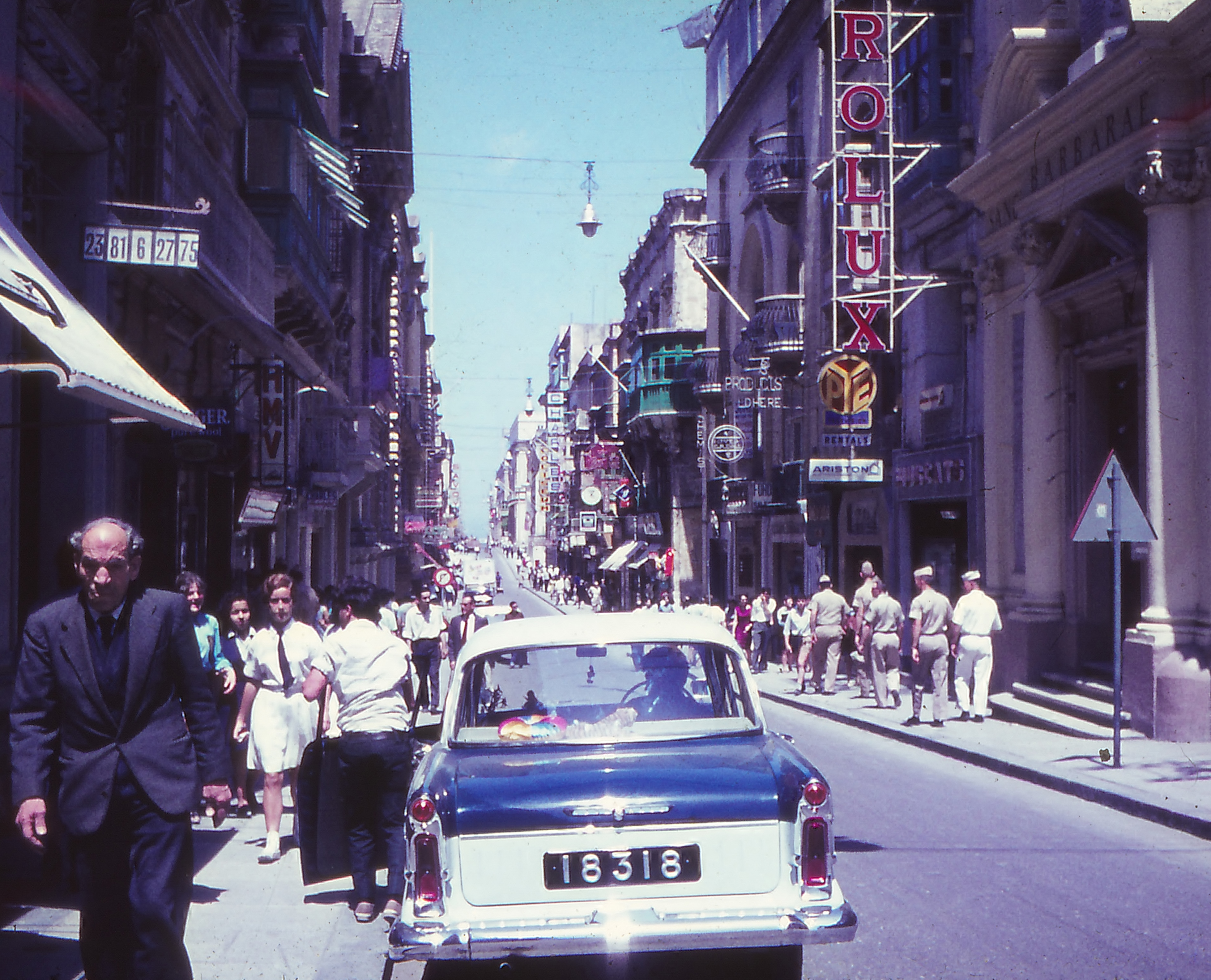
Taxis: A, B, C, D, E, G, H, J, K, N, R, S oder T rot auf weißem Grund (z. B. B-1234)  - Kennzeichen aus den 1960er Jahren
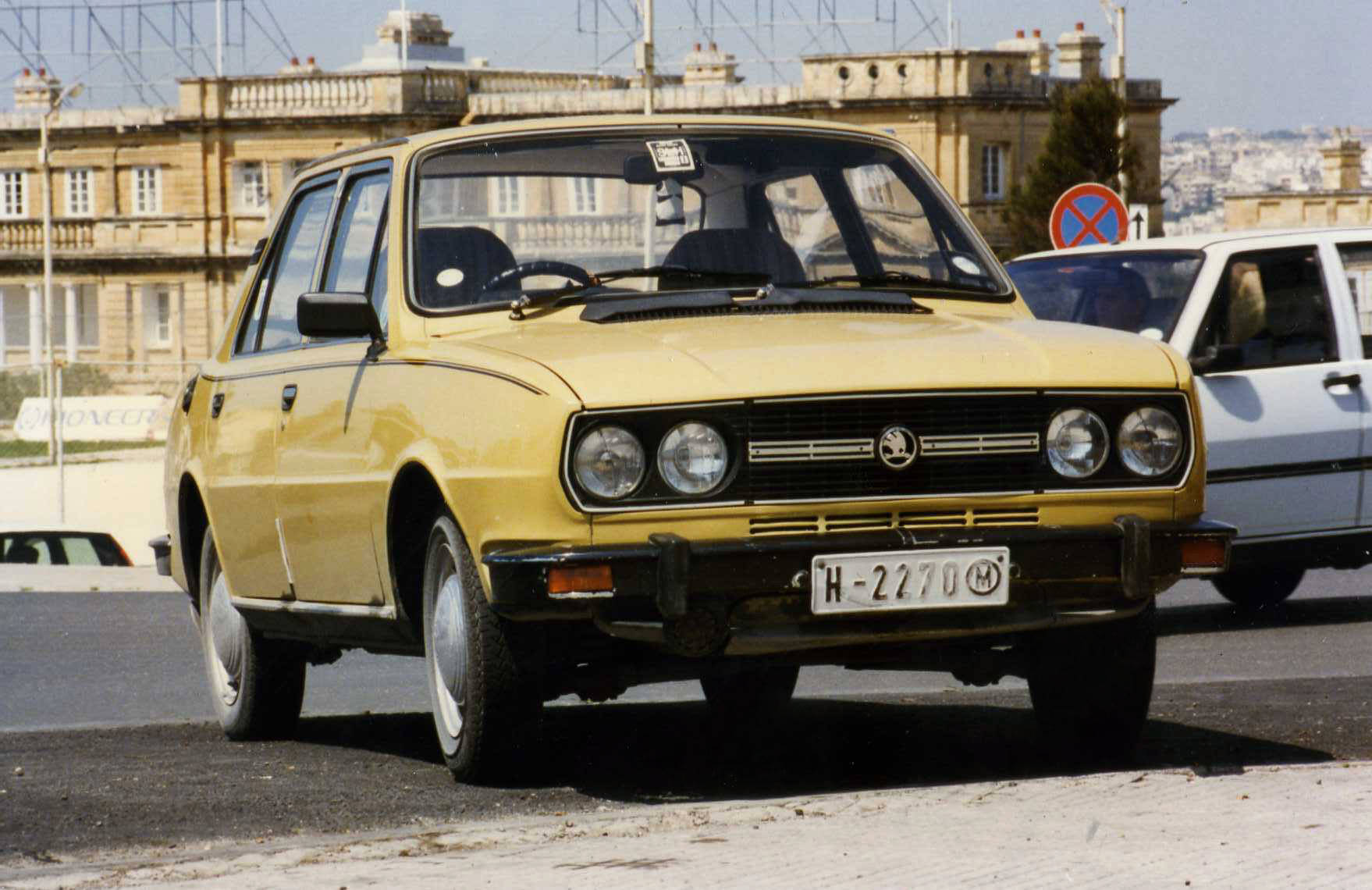
Skoda mit Kennzeichen von 1979 bis 1995
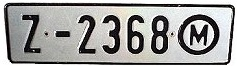
Diplomatenkennzeichen 1979–1995
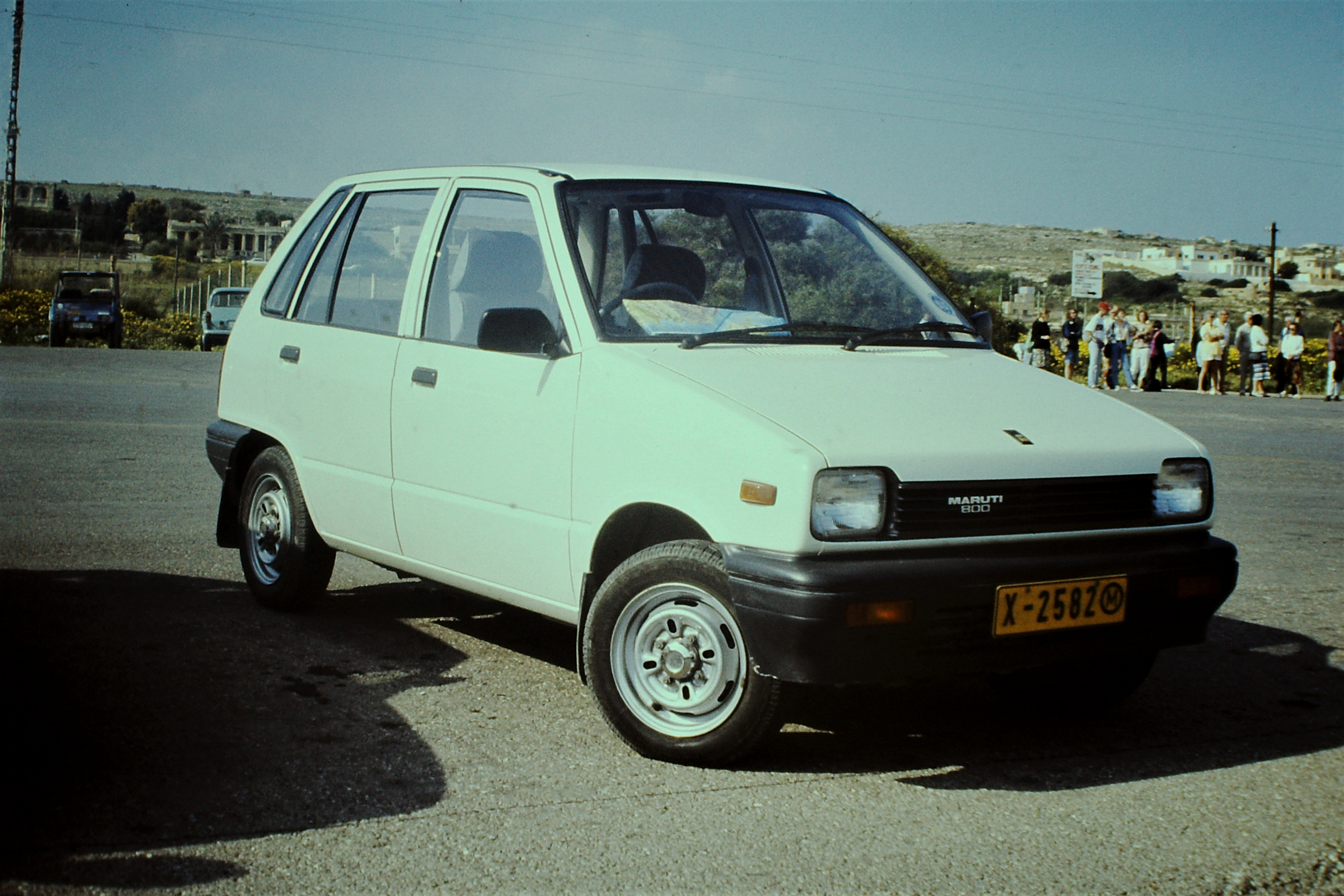
Maruti 800 mit Kennzeichen für Mietwagen
  - Skoda mit Kennzeichen von 1979 bis 1995
  - Diplomatenkennzeichen 1979–1995
  - Maruti 800 mit Kennzeichen für Mietwagen